# Vieux pont sur la Vègre (Asnières-sur-Vègre)
Le Vieux pont sur la Vègre est un pont situé à Asnières-sur-Vègre, en France.

## Description
Le pont qui enjambe la Vègre au niveau du bourg d'Asnières a été entièrement reconstruit vers 1806 par l'entrepreneur Jacques Baumier. Il est constitué de marbre et de grès.

## Historique
L'édifice est inscrit au titre des monuments historiques depuis le 8 octobre 1984.